# Hendrik Nicolaas Werkman

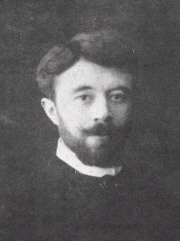
Werkman um 1915

Hendrik Nicolaas Werkman (* 29. April 1882 in Leens, Niederlande; † 10. April 1945 in Bakkeveen, Niederlande) war als Künstler und Grafiker eine der herausragenden Persönlichkeiten der niederländischen Avantgarde. Als Drucker und Typograf zunächst mit konventionellen Drucksachen beschäftigt, begann er nach dem wirtschaftlichen Zusammenbruch der von ihm geleiteten Druckerei das experimentelle Arbeiten mit Lettern aus Blei und Holz, aber auch mit so genanntem Blindmaterial und selbst mit druckfernen Objekten wie etwa Türscharnieren. Dabei entdeckte er die künstlerische und symbolische Kraft der Buchstaben und erfüllte sie mit neuem visuellen Leben. Für seine avantgardistischen Arbeiten schuf er 1923 mit seinem Magazin The Next Call („Der nächste Ruf“) ein eigenes Medium, das er gemeinsam mit einem Gehilfen herstellte und per Post an Freunde und Bekannte sandte.
Außer typografischen Arbeiten umfasst das Werk von Hendrik Werkman auch Lithografien, Radierungen und Gemälde sowie Schablonen- und Walzendrucke. Neben Karten und Plakaten schuf er auch kalendarische Arbeiten sowie eine eigene Interpretation des Türkenkalenders, in dessen Text er nicht nur seine große Freiheitsliebe, sondern auch versteckte Kritik an der Besetzung der Niederlande durch die deutsche Wehrmacht zum Ausdruck brachte. Am 13. März 1945 wurde er unter dem falschen Verdacht der Herstellung und Verbreitung illegaler politischer Drucksachen vom deutschen Sicherheitsdienst in Haft genommen. Zusammen mit neun anderen Inhaftierten wurde Hendrik Nicolaas Werkman am 10. April 1945 in Bakkeveen erschossen – fünf Tage vor der Befreiung der Stadt Groningen von den deutschen Besatzern.

## Herkunft, Ausbildung und Beruf
Geboren wurde Nicolaas Hendrik Werkman am 29. April 1882 in Leens, einem Dörfchen in der Provinz Groningen. Nach Einschätzung seines Biografen Hans van Straten weist diese Gegend im Norden der Niederlande eine bemerkenswerte Ähnlichkeit auf mit Landstrichen in Irland, die ebenfalls geprägt sind „… von Hunger, religiösem Fundamentalismus, Widerstand gegen die Obrigkeit, Aberglauben und beträchtlicher Auswanderung in die USA.“ Sein Vater, der Veterinär Klaas Jacob Werkman, starb 1891 infolge eines Unfalls und hinterließ seine Frau Grietien Alingh Louwes mit drei Söhnen in erheblichen wirtschaftlichen Schwierigkeiten.
Nach einem einjährigen Zwischenaufenthalt in der Stadt Assen siedelte sich die Familie 1894 in der Provinzhauptstadt Groningen an. Aus seiner schulischen Ausbildung bleibt vor allem eine von Schülern organisierte Ausstellung mit Werken des Impressionisten Vincent van Gogh zu erwähnen. Sie hinterließ bei dem jungen Hendrik einen derart tiefen Eindruck, dass er diesen Maler zu seinem Idol erklärte. Im Jahr 1900 nahm Werkman eine Anstellung als Gehilfe bei dem Drucker und Verleger T. J. Borgesius in Sappemeer an und sammelte erste Erfahrungen in Schriftsatz und Druck. Aber auch sein Interesse an Fotografie und Journalismus kam auf, so dass er einige kleinere Beiträge für Borgesius' Zeitung Oost-Gorecht verfasst.
1903 begann er als Journalist für die Nieuwe Groningsche Courant und verfasst rund fünfzig Artikel unter dem Pseudonym „Farao“, um sich vom Status eines gewöhnlichen Schreiberlings etwas abzugrenzen. 1908 beendete er seine journalistische Laufbahn und gründete eine eigene kleine Druckerei in Groningen. Dieses Unternehmen entwickelte sich nach anfänglichen Schwierigkeiten recht erfolgreich und zählte im Jahr 1917 mit 27 Angestellten immerhin zu den größten Druckereien der nördlichen Niederlande. Allerdings ist dieser Erfolg wesentlich auf die Unterstützung seiner wohlhabenden Schwiegereltern zurückzuführen, die selbst eine Eisengießerei in Groningen betrieben und Werkman nicht nur finanziell, sondern auch in kaufmännischer Hinsicht unterstützten.
Als seine Frau Jansje an einem Schlaganfall starb (2. April 1917) und Hendrik bereits ein Jahr später erneut heiratete (8. Mai 1918), verlor er endgültig den Rückhalt seiner bisherigen Schwiegereltern. Von ihrem Unternehmensanteil konnte er sich nur mithilfe eines hochverzinsten Kredites freikaufen. Damit aber ging Werkman nicht nur das Kapital, sondern vor allem jedes kaufmännische Know-how verloren. Das Denken in Kategorien wie „nützlich“ oder „wirtschaftlich“ blieb ihm zeitlebens fremd, und so ist es nicht verwunderlich, dass er 1923 schließlich gezwungen war, sein Unternehmen aufzulösen. Was ihm blieb, schaffte er gemeinsam mit seinem letzten Angestellten Wybren Bos ins Obergeschoss eines Groninger Lagerhauses mit der markanten Adresse „Lage der A“.

## Erste künstlerische Arbeiten
Dort angekommen, genügten die Produktion von Familienanzeigen, Broschüren und Plakaten zwar für einen bescheidenen Lebensunterhalt. Wirtschaftlich prosperierend war dieses kleine Unternehmen so wenig wie das vorausgegangene. So hatte Werkman viel Zeit, um seinen eigenen Ideen nachzugehen. Später schrieb er, dass er bis zu diesem Zeitpunkt eigentlich kein eigenständiges Leben führte, sondern allein den Konventionen einer bürgerlichen Existenz unterworfen war. Nun aber hatte er alle Freiheit, sich losgelöst von den bisherigen Zwängen ganz der Poesie zuzuwenden. Er begann, die Buchstaben, die er in seiner Zeit als Drucker und Setzer stets nur im Auftrag Dritter gebrauchte, als körperliche und seelenvolle Zeichen zu entdecken. Für die nächsten zweiundzwanzig Jahre tauchte er ein „in eine Welt von Zeichen, Formen und Farben“.
Sein Interesse für freie Kunst ist nicht neu: Nach ersten eigenen Versuchen in der Malerei im Jahr 1917 schloss er sich 1920 der zwei Jahre zuvor in Groningen gegründeten Künstlergruppe De Ploeg an. Ihr gehörten zunächst Job Hansen, Jan Wiegers, Ekke Kleima, Johan Dijkstra, Jan Altink und Simon Steenmeijer an, später traten ihr auch Jan G. Jordens, Jan van der Zee, Hendrik de Vries, Johan Faber und Wobbe Alkema bei. Um die Arbeiten von „De Ploeg“ der Öffentlichkeit zugänglich zu machen, produzierte Werkman zwischen Oktober 1921 und März 1922 ein monatlich erscheinendes Magazin namens Blad voor Kunst. Darin fanden sich neben Holzschnitten und Reproduktionen von Zeichnungen und Gemälden der Gruppe „De Ploeg“ auch kritische Betrachtungen zeitgenössischer Kunst, so auch eine Rezension des expressionistischen Werkes Bezette Stad („Besetzte Stadt“) von Paul van Ostaijen.

Gemälde
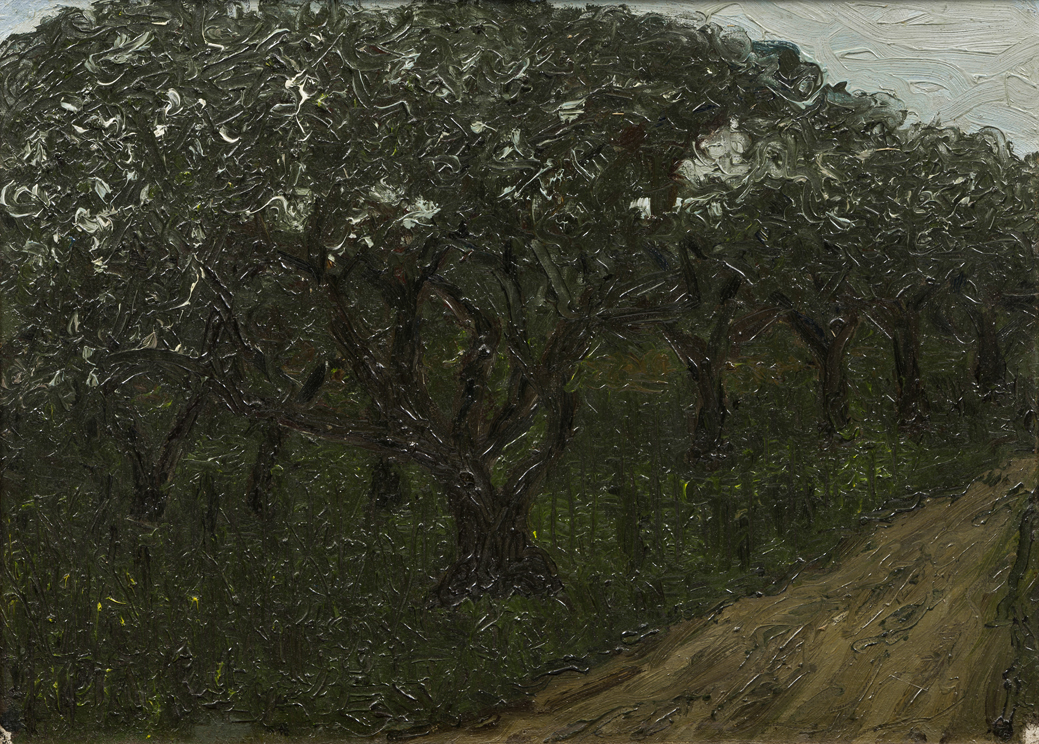
Boomgaard in Onnen, 1919
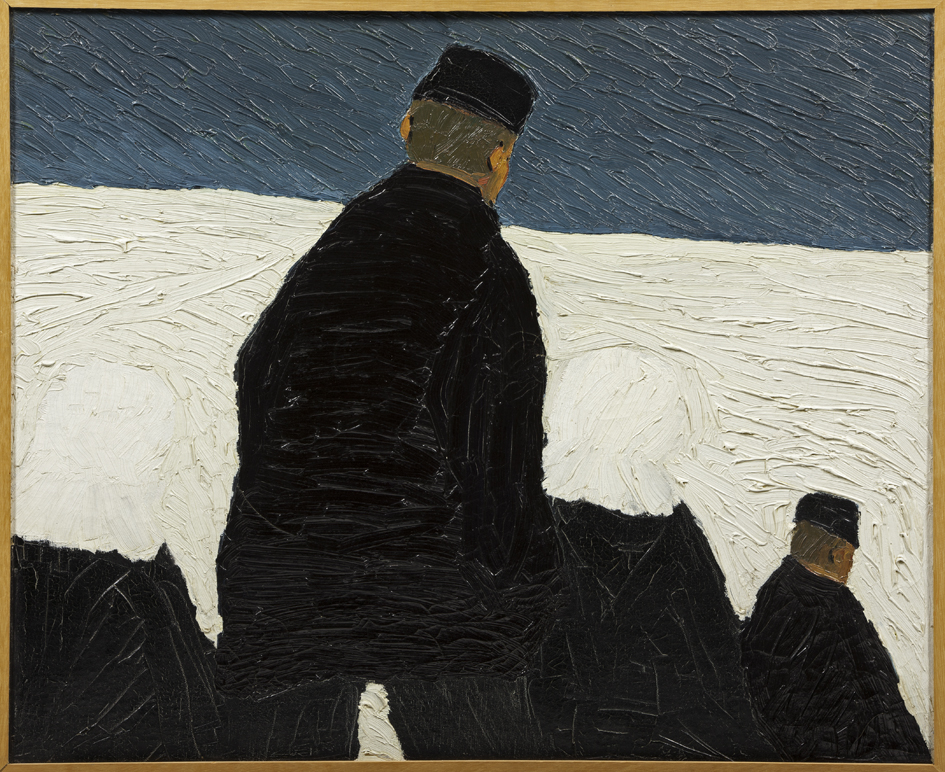
Kerkgang in de sneeuw, um 1919/1920
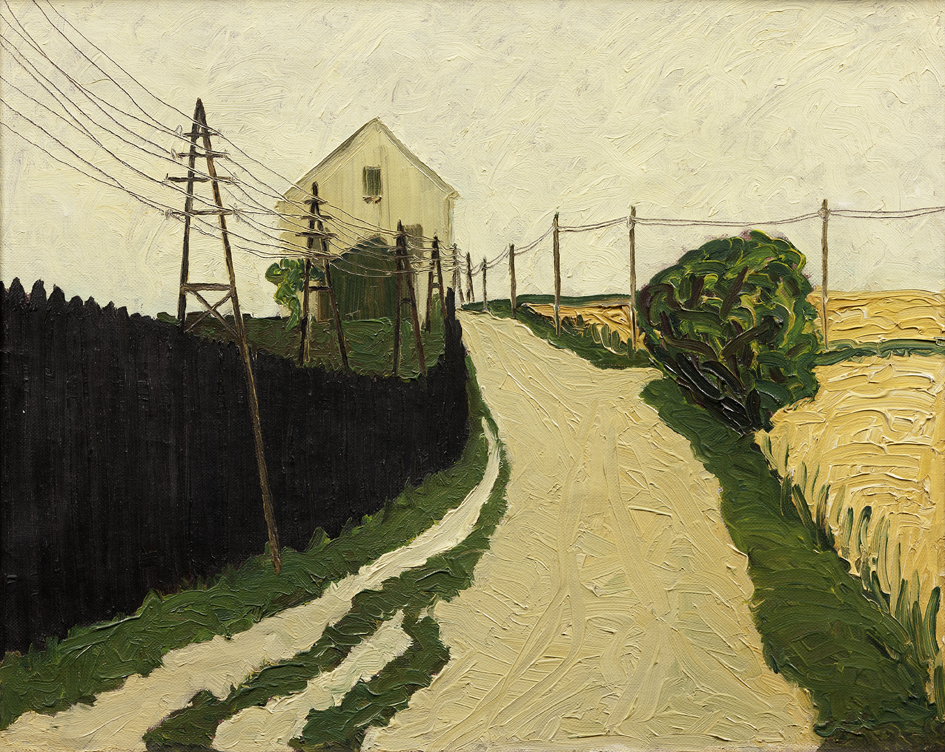
Station (De Punt), 1920
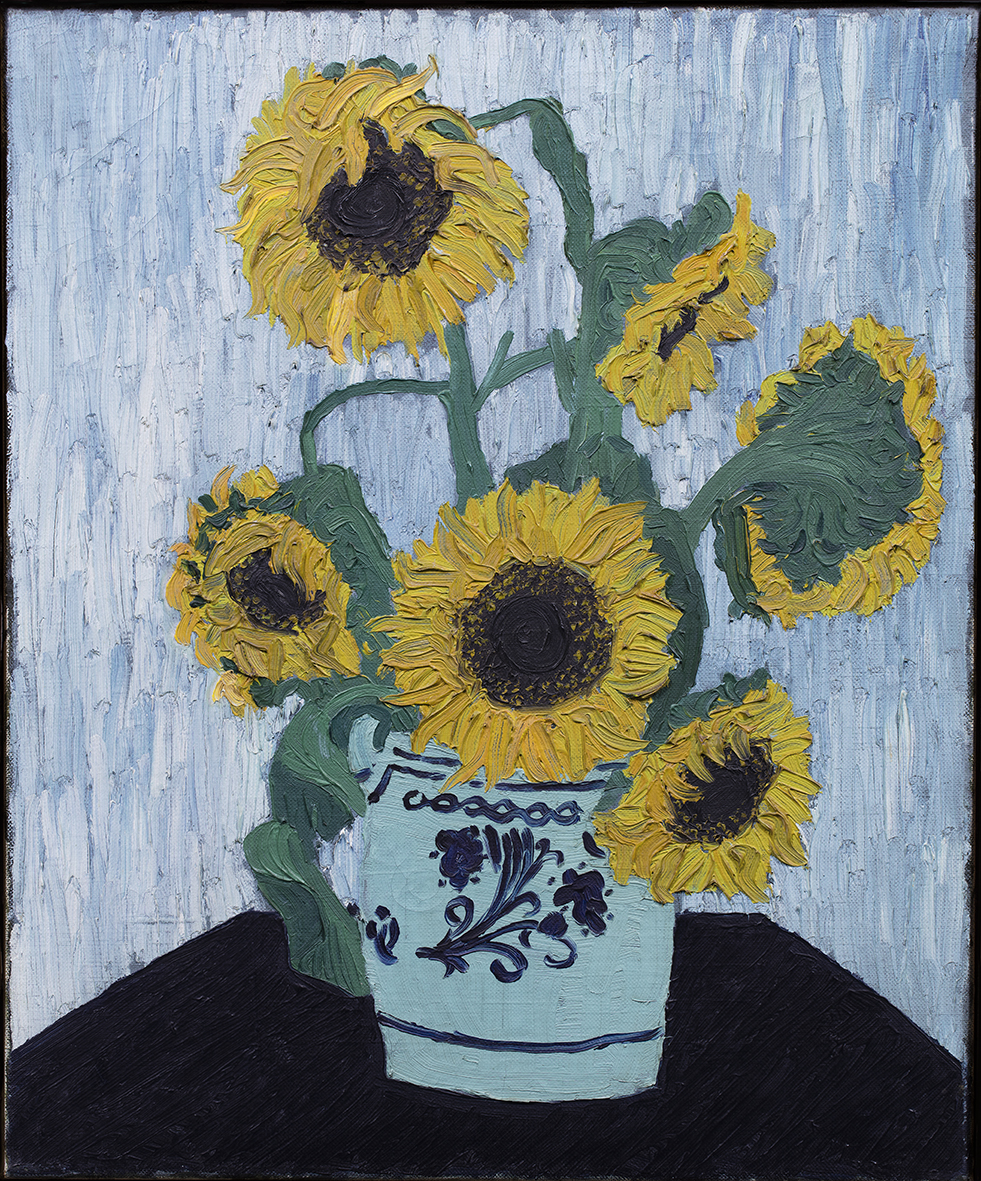
Zonnebloemen, 1921
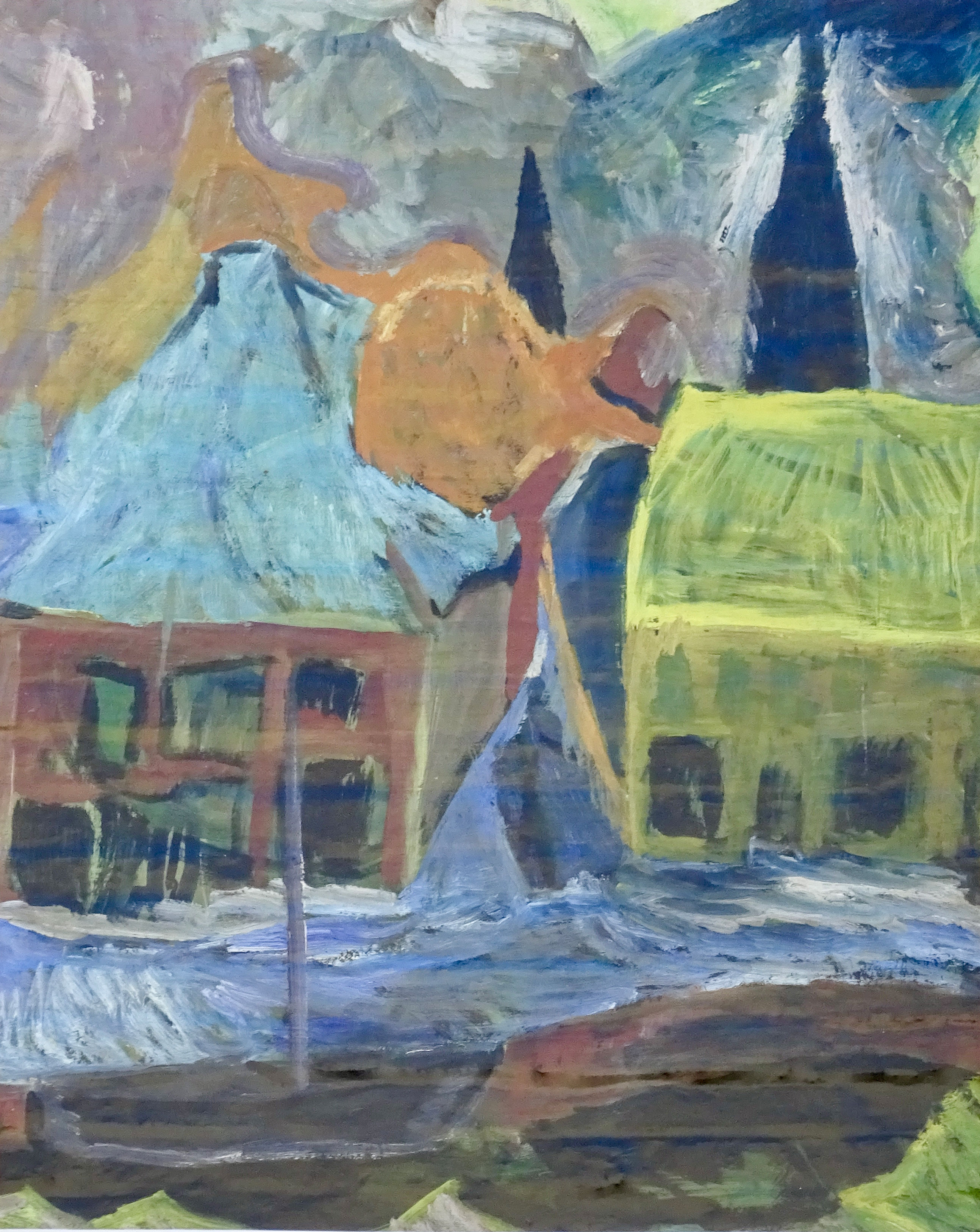
Stadsgezicht met sneeuw, 1922

## The Next Call

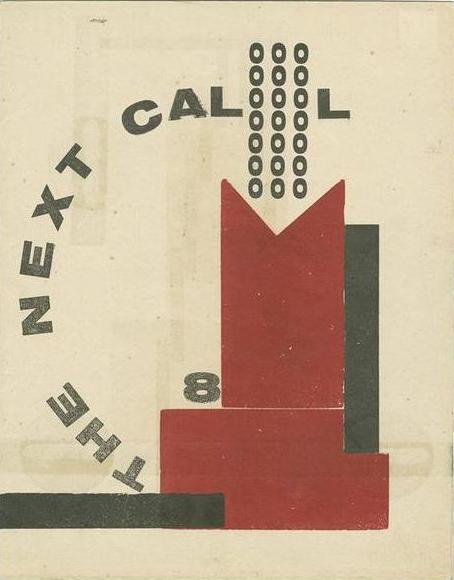
The Next Call (1926)

Am 12. September 1923 überraschte Hendrik Werkman seine Freunde und Künstlerkollegen mit einem rätselhaften Pamphlet in ihren Briefkästen. „Groningen – Berlin – Paris – Moskau 1923 – der Beginn einer violetten Jahreszeit“, hieß es darin selbstbewusst. Nichts Geringeres als die Geburt einer neuen Ära wurde darin angekündigt, indem auf die neue Publikation „The New Call“ hingewiesen wurde. Allein die Erwähnung der drei seinerzeitigen internationalen Kunstmetropolen ließ schon auf höhere Ansprüche schließen. „Kunst ist überall“, lautete Werkmans souveräne Rechtfertigung, der nur in versteckter Form als Herausgeber verantwortlich zeichnete als „Travailleur & Cie“, also „Werkman und Konsorten“. Einziger Konsorte war jener Wybren Bos, der nach der Liquidation der einst großen Druckerei an seiner Seite blieb.
Als zwei Wochen später das erste Heft von „The Next Call“ tatsächlich in der Post der ausgewählten Empfänger landete, verkündete das schmale und ungewöhnliche Magazin in übergroßen, abgenutzt wirkenden Versalbuchstaben die Botschaft, die Werkmans schöpferischen Impuls wie ein Leitmotiv auf den Punkt brachte: EEN RIL DOORKLIEFT HET LIJF DAT VREEST DE VRIJHEID VAN DE GEEST („Ein Schauer durchfährt den Körper, der die Freiheit seines Geistes fürchtet“). Gerade einmal acht Seiten umfasst diese erste Ausgabe. Doch nicht nur der vollständig selbstverfasste und avantgardistisch gestaltete Inhalt, sondern auch die angewandte Drucktechnik erregte den erstaunten Betrachter. Bei dem für „The Next Call“ angewandten Verfahren wurden die druckenden Elemente flach auf die Presse gelegt und mit unterschiedlich dicken Schichten von Farbe bestrichen. Nach dem Auflegen des Papiers erfolgte der Druck, der gewolltermaßen so unregelmäßig war, dass keine zwei Ausgaben einander gleichen. Durch diese Anordnung des Materials war Werkman völlig frei von den sonst handwerksbedingten Beschränkungen.

## Der persönliche Stil
Mit seiner Seitengestaltung griff er stilistische Elemente auf, die auch bei russischen Avantgardisten wie El Lissitzky oder bei der Merzkunst von Kurt Schwitters verwendet wurden. Aber seine Technik war in ihrer Spontaneität der Malerei mindestens ebenso nahe wie der klassischen Druckkunst. Und anders als bei niederländischen Grafikern wie Paul Schuitema und Piet Zwart entzog sich Werkman der von ihnen praktizierten detaillierten Vorausplanung seiner Entwürfe. Alston W. Purvis schrieb, dass „bei Werkman das Design nicht dem Schriftsatz und dem Drucken vorausgeht, sondern diese drei Prozesse zusammengefasst werden in einem einzigen kreativen Vorgang“. „The Next Call“ erschien in unregelmäßigen Intervallen bis 1926 in insgesamt neun Ausgaben. Ebenfalls ins Jahr 1923 fiel die erste Serie der insgesamt rund 600 Arbeiten umfassenden „Druksels“ (Kleindrucksachen). Darin vervollkommnete er die bereits beschriebene Verwendung von unterschiedlichen erhabenen Objekten und teils lädierten Holzbuchstaben wie auch den Einsatz von „Farbauftrag“ unterschiedlicher Dichte.
Diese Elemente erzeugen eine Lebendigkeit und einen Ausdruck von spielerischer Freiheit, die etwa den von Ordnung und Präzision bestimmten Gestaltungen eines Piet Zwart fehlen: Während Letzterer die erweiterten Möglichkeiten der modernen Druckmethoden bis an ihre Grenzen auszureizen sucht, sind es gerade die Beschränkungen der traditionellen Technik, aus denen Werkman seine Anregungen schöpft. Gerade die Unwägbarkeiten seiner Methode wie auch die Mängel seiner Materialien – häufig durch Geldnot bedingt – üben einen besonderen Reiz auf Werkman aus. Indem er aus verschlissenen Holzlettern allein durch entsprechende Anordnung menschliche oder architektonische Figuren entwarf, schafft er atmosphärisch dichte Bildnisse, die trotz ähnlicher Gestaltungen etwa von El Lissitzki oder Kurt Schwitters eine ganz eigenständige Formensprache sprechen.

## Verhältnis zu anderen Künstlern
Mit diesen Arbeiten rief Hendrik Werkman das Interesse zahlreicher damaliger Künstler hervor, etwa von Theo van Doesburg in Paris oder von El Lissitzki an seinem seinerzeitigen Wohnort Hannover. Er selbst fühlte sich angezogen von den Werken eines Pablo Picasso oder Marc Chagall, von Michel Seuphor (Pseudonym für Fernand Berckelaers), Wassily Kandinsky oder Jean (Hans) Arp. Besonders die exotischen Phantasien Paul Gauguins faszinieren ihn derart, dass er kurzzeitig erwog, dessen Einladung in die Emigration nach Tahiti anzunehmen. Seine wenigen tatsächlich unternommenen Reisen, die ihn 1929 nach Paris und Köln führten, beschreibt er selbst als enttäuschend, da es ihm nicht gelang, die ihn interessierenden Künstler persönlich anzutreffen.
Technisch entwickelte er die Bandbreite seiner Möglichkeiten kontinuierlich weiter. Während er ab 1929 mit dem Tintenroller den direkten Farbauftrag aufs Papier studierte, gewann er ab 1934 mit seiner Stanz- und Schablonentechnik ein neues Stilmittel hinzu. Dabei kombinierte er das Drucken durch ausgeschnittene Papierformen mit einzeln eingefärbten Holzlettern, ein Verfahren, das er in seiner Begeisterung für „heiße“ Jazzmusik „heißes Drucken“ nennt. Je nach Intensität des angewandten Pressdruckes erreichte Werkman wahlweise leichte oder tiefgründige Färbungen, die er durch Anwendung eines Abklatschverfahrens (Druck vom Druck) weiter differenziert.

## Arbeiten unter deutscher Besatzung
In den nächsten Jahren druckte Hendrik Werkman neben Plakaten und Karten vor allem Kalendarien, so in den Jahren 1931, 1938, 1939 und 1940. Als der Zweite Weltkrieg ausbrach und die Niederlande im Mai 1940 von den Deutschen besetzt wurden, wirkte Werkman wie gelähmt, so groß ist sein Entsetzen über die Kriegsereignisse. Abgesehen von ein paar Kleinaufträgen kam die Produktion der Druckerei nahezu zum Erliegen, und Werkman wendete sich wieder der Malerei zu. Dass er zu dieser Zeit überhaupt frei arbeiten konnte, verdankte er seiner Berufsbezeichnung als Drucker. Denn jeder bildende Künstler war wie auch Schriftsteller, Musiker oder Schauspieler zur Mitgliedschaft in der von den Deutschen eingerichteten Kultuurkamer verpflichtet und somit strengster Kontrolle unterworfen. Bei nichtangemeldeter künstlerischer Tätigkeit drohten nicht nur Zwangsgelder, sondern auch Repressalien bis hin zur Inhaftierung.
Von dieser Zwangsmitgliedschaft war Werkman befreit. Womöglich auch aus diesem Grund trat im November 1940 F. R. A. Henkels an ihn heran, ein evangelischer Prediger aus Winschoten. Gemeinsam mit Adri Buning und Ate Zuithoff suchte er einen Drucker für die Neuauflage eines Gedichtes, das zur moralischen Unterstützung der Bevölkerung beitragen sollte („Het Jaar 1572“ von Martinus Nijhoff). Dies war nicht nur der Beginn einer intensiven Freundschaft zwischen Werkman und Henkels, sondern zugleich die Geburtsstunde von De Blauwe Schuit („Die blaue Barke“), einer Heftsammlung von Texten und Gedichten mit teils religiös, teils patriotisch gesinnter Ausrichtung.

## Widerstand gegen die Nationalsozialisten

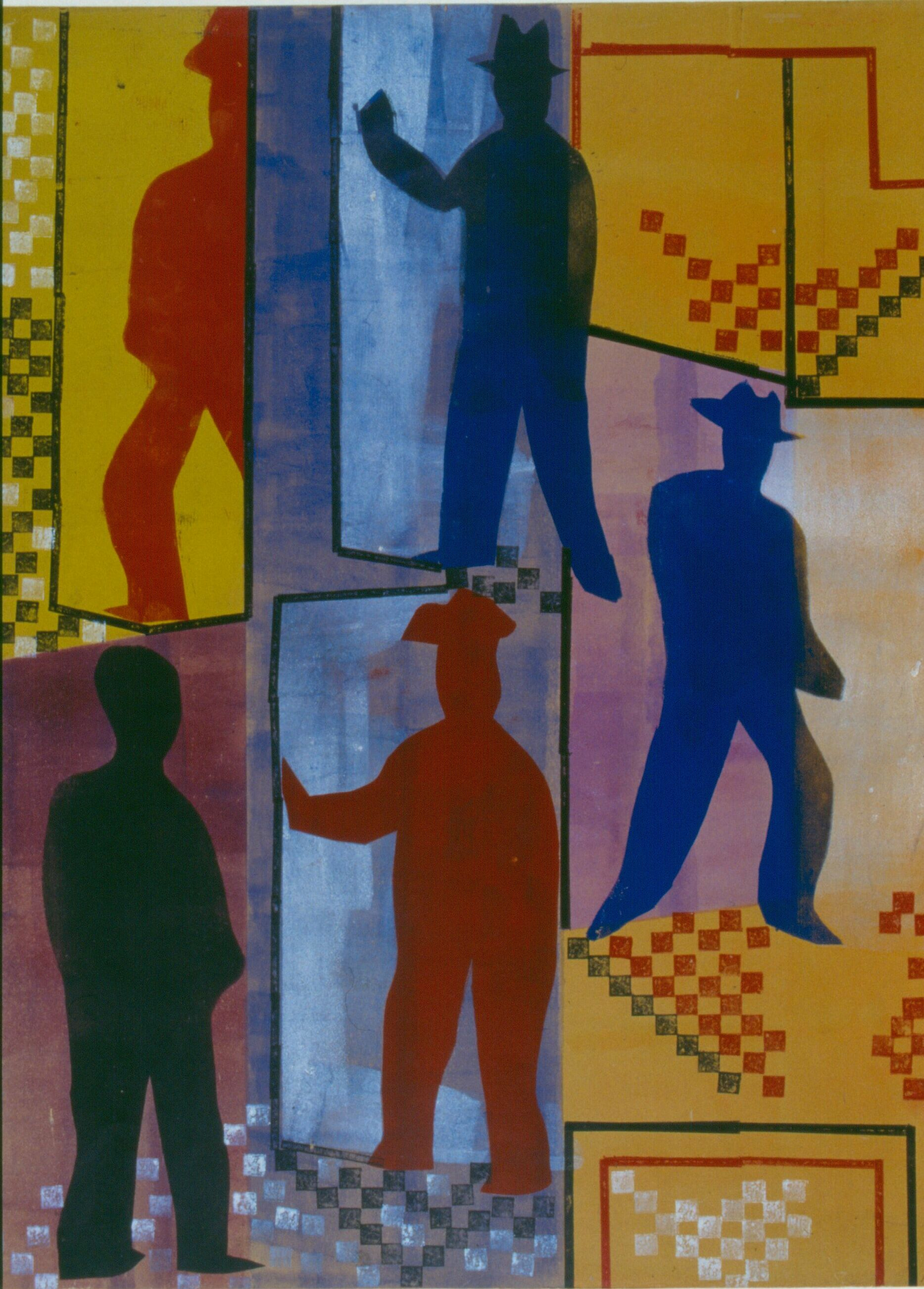
Drehtür im Postamt 2 (1941)

Hergestellt mit meist primitivsten Mitteln, knüpft „De Blauwe Schuit“ gestalterisch an die Formensprache von „The Next Call“ an. Anders als bei rein illegalen Druckerzeugnissen fehlte es in De Blauwe Schuit an offenen Widerstandsbekundungen; die Kritik findet sich eher zwischen den Zeilen: Wenn etwa dem biblischen David ein Loblied gesungen wird oder der „Freiheit in unserem Vaterland“, so war dies zu wenig, um die Besatzer aktiv werden zu lassen – aber allemal genug, um dem Leser Mut zuzusprechen.
Das Heft erschien bis zum Dezember 1944 in insgesamt vierzig Ausgaben mit unterschiedlichem Seitenumfang und in so geringen Stückzahlen, dass es von den Deutschen unbehelligt bleibt. Dennoch arbeiteten Werkman, Henkels, Buning und Zuithoff permanent am Rande der Legalität. So wurde Henkel von Mai bis Dezember 1942 in Haft genommen und ging im Juli 1944 endgültig in den Untergrund. Erst im Dezember 1944 kam es zum Wiedersehen zwischen den beiden, und Werkman bot seinem von der Gestapo gesuchten Freund ein Obdach. Bereits mehrfach zuvor hatte er verfolgten Juden in seinem Haus Unterschlupf geboten, ohne entdeckt zu werden. Dass Werkman während der gesamten Besatzungszeit die Herstellung von offen illegalen Drucksachen zu vermeiden suchte, scheint weniger der Sorge um die eigene Sicherheit, als vielmehr dem enormen Risiko für die in seinem Haus lebenden Menschen geschuldet zu sein.

## Verhaftung und Ermordung

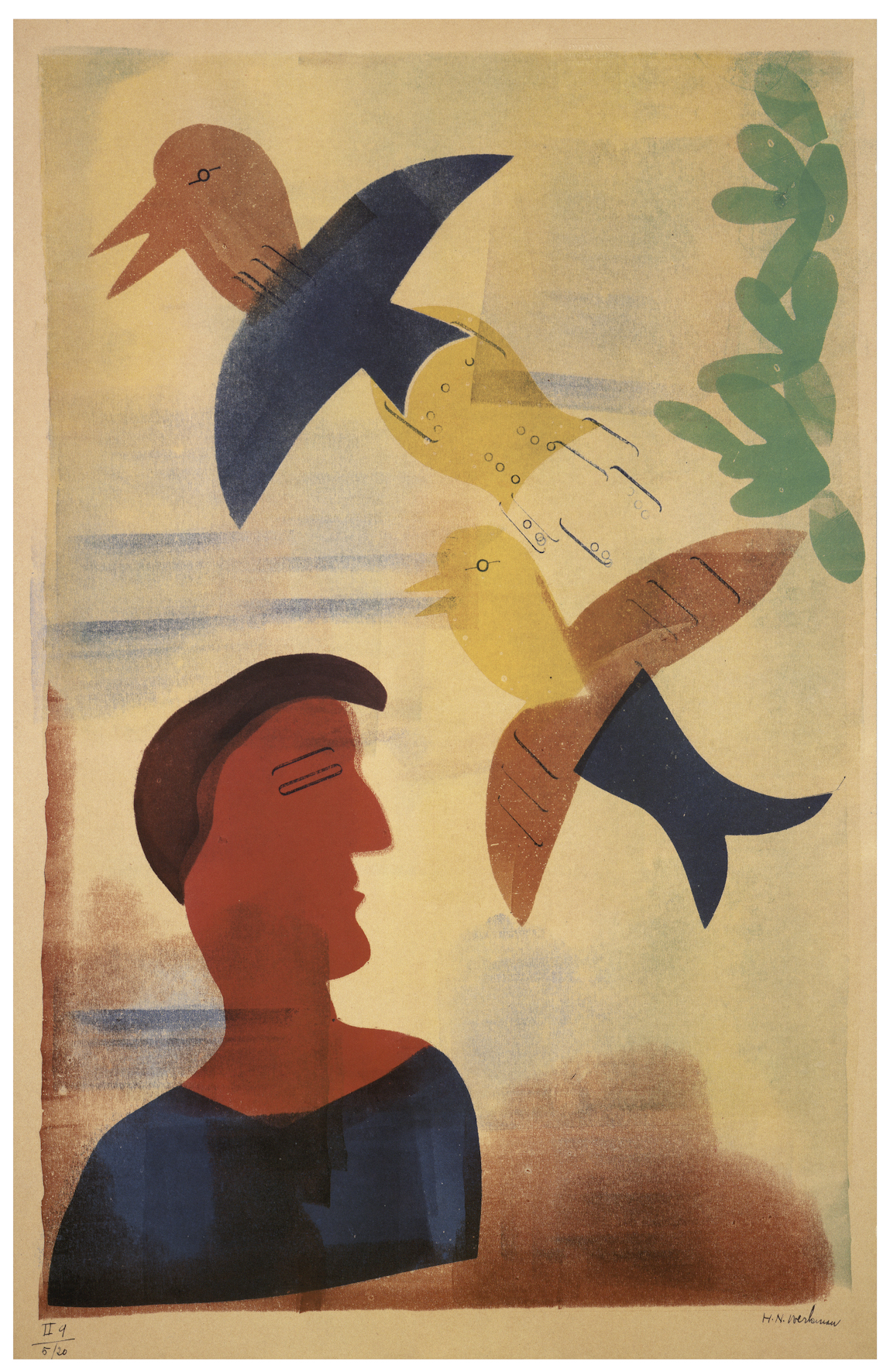
Chassidische Legenden (1942)

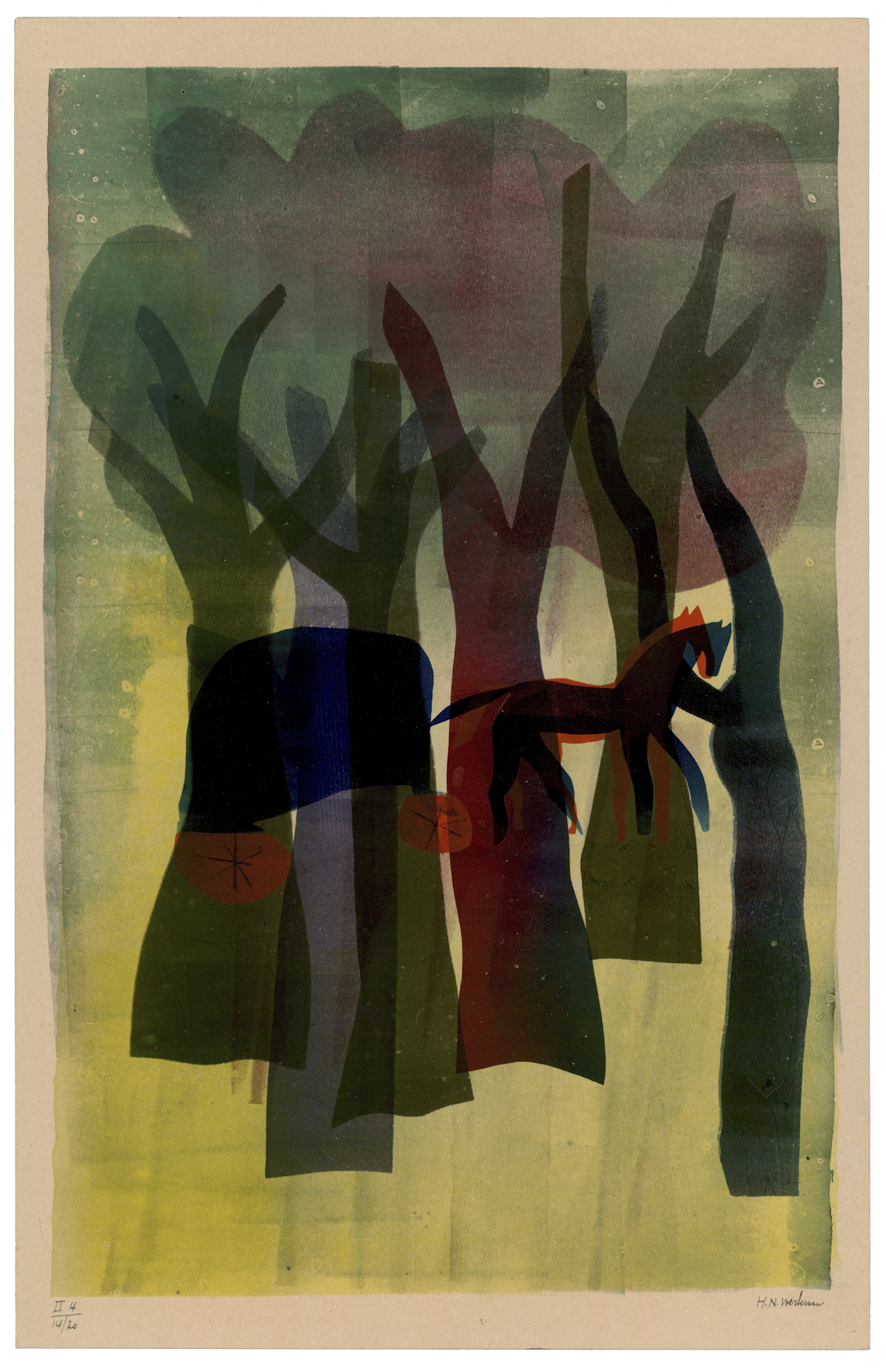
Chassidische Legenden (1942)

Dennoch sind es seine Drucksachen, die ihn ins Visier der Deutschen brachten, darunter vor allem die Chassidischen Legenden, die ihm als Solidaritätsbekundung mit der jüdischen Bevölkerung ausgelegt wurden. Ein weiteres Verdachtsmoment gegen Werkman erwuchs aus den Drucken, die er für De Bezige Bij („Die fleißige Biene“) fertigt, einen 1943 in Amsterdam gegründeten Verlag für Autoren, die unter die Zensur durch die deutschen Besatzer fielen und dessen Erlöse der Unterstützung von Verfolgten zugutekamen. Am Morgen des 13. März 1945 wurde Hendrik Werkman gemeinsam mit seinem Freund Henkels vom deutschen SD verhaftet und in das SS-Hauptquartier im Groninger Scholtenhuis gebracht. Seine vorgefundenen Arbeiten wurden nach erster Sichtung als bolschewistisch deklariert, wofür Hinweise herhalten mussten wie die „subversive“ Literatur eines Fjodor Dostojewski, die sich bei Werkman im Bücherregal fanden.
Der genaue Hergang der weiteren Ereignisse bleibt unklar. Offenbar kam Anfang April 1945 aus dem SS-Hauptquartier in Den Haag die Order, drei Gruppen von je zehn Gefangenen hinzurichten als Vergeltung gegen Aktivitäten des niederländischen Widerstands. Während die Erschießung der ersten beiden Gruppen nach Plan verlief, gelang einem Delinquenten der dritten Gruppe auf der Fahrt zum Hinrichtungsort die Flucht. Die Aktion wurde zunächst abgebrochen, der Transporter fuhr zurück nach Groningen. Am nächsten Morgen wurden die verbliebenen neun zum Tode Verurteilten erneut auf einen Lkw verladen. Damit die ursprüngliche Quote erfüllt werden konnte, musste der verlorengegangene zehnte Mann ersetzt werden. Die Wahl fiel auf Hendrik Werkman. Zusammen mit den anderen neun Opfern wurde er in der Nähe des Städtchens Bakkeveen von einem deutschen Erschießungskommando hingerichtet – zwei Tage bevor die ersten kanadischen Truppen den Stadtrand von Groningen erreichten. Doch nicht nur er selbst fällt den letzten Kriegstagen zum Opfer: Auch seine bei der Verhaftung beschlagnahmten Arbeiten, die in der deutschen Kommandantur im Scholtenhuis eingelagert waren, gingen in Flammen auf, als bei den heftigen Kämpfen um die Befreiung von Groningen das Munitionslager der Deutschen explodiert.
Außerhalb der Niederlande ist sein Werk nur einem kleinen Kreis von Kunstinteressierten bekannt. In seinem Heimatland hingegen wurde er schon unmittelbar nach Kriegsende als herausragende Persönlichkeit geehrt. Für seinen 1942 gedruckten „Türkenkalender“ verlieh ihm die Stadt Amsterdam bereits im Juli 1945 posthum den nach ihm benannten Hendrik-Werkman-Preis für Typografie. Im Oktober desselben Jahres wurden zahlreiche Arbeiten Werkmans in einer Ausstellung des Stedelijk Museums der Öffentlichkeit zugänglich gemacht, organisiert von Willem Sandberg, der erst im September 1945 die Leitung des Museums übernahm. Die größten Sammlungen der Werke von Hendrik Nicolaas Werkman befinden sich heute im Groninger Museum sowie im Klingspor-Museum in Offenbach am Main. Im Jahr 1964 wurden posthum einige seiner Plakate auf der documenta III in Kassel in der Abteilung Graphik gezeigt.
Aus seiner ersten Ehe mit Jansje Cremer (Heirat am 10. April 1909) gingen ein Sohn und zwei Töchter hervor. Mit seiner zweiten Ehefrau Pieternella Johanna Margaretha Supheert (Trauung am 8. Mai 1918) zeugte Werkman einen weiteren Sohn. Nachdem diese Ehe am 23. Juni 1930 geschieden wurde, ging er mit Margaretha Cornelia van Leeuwen am 5. November 1936 eine dritte Ehe ein, die kinderlos blieb.